# Piotr Wyszomirski
Piotr Wyszomirski, né le 6 janvier 1988 à Varsovie, est un handballeur polonais. Il évolue au poste de gardien de but au SC Pick Szeged et en équipe nationale de Pologne .

## Palmarès
- médaillé de bronze au championnat du monde 2015